# Villa Carminati-Ferrario
Villa Carminati-Ferrario è un edificio in Monza, in piazza Citterio, costruito nel 1830 su disegno dell'architetto Pietro Pestagalli, in stile tardo neoclassico.

## Storia
Nel 1823 il bergamasco Bassiano Carminati da Brambilla fece costruire dall'architetto Pietro Pestagalli la propria dimora monzese, sull'allora Piazza Augusta, così chiamata in onore della viceregina Augusta di Baviera. La villa passò alla famiglia Rusconi e alla fine del XIX secolo alla famiglia Paleari e per eredità ai Ferrario.

## Architettura
La villa presenta un corpo centrale rettangolare, che dà sulla Piazza Citterio. Posteriormente s'innesta un corpo a U, le cui ali laterali sono unite tramite un portico a colonne, il tutto fa da cornice a un cortile interno, secondo uno schema comune nell'epoca di realizzazione. Un piccolo giardino ne costeggia il fronte sulla piazza Citterio.
La facciata è caratterizzata dalla presenza di quattro imponenti paraste, comprensive di trabeazione e timpano, che incorniciano l'ingresso. Il bassorilievo del timpano rappresenta l'accoglienza del podestà e degli anziani monzesi nei confronti della famiglia Carminati. Il fronte della villa è anche ingentilito dalla presenza di un busto femminile, che sovrasta la porta d'entrata e da bassorilievi, raffiguranti le Stagioni, ad opera di Gerolamo Rusca.
Attualmente l'ingresso all'edificio è stato spostato nella laterale via Appiani. Si accede attraverso uno dei colonnati laterali e, attraversando il cortile, si entra nel corpo centrale. Il piano terra ed il primo piano sono raccordati da un'elegante scala in marmo a due rampe.

## Galleria d'immagini

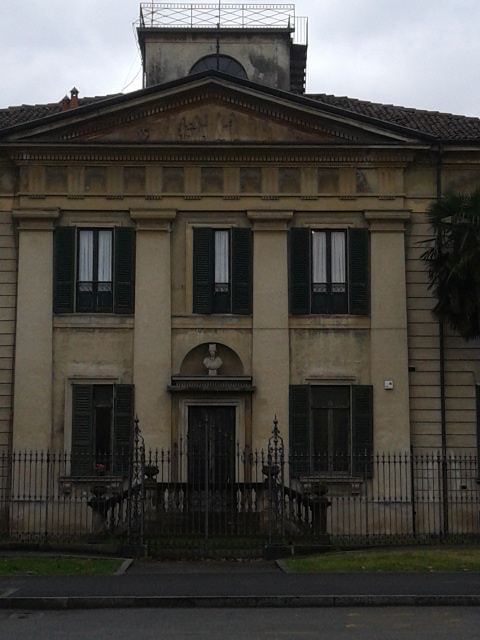
Villa Carminati-Ferrario
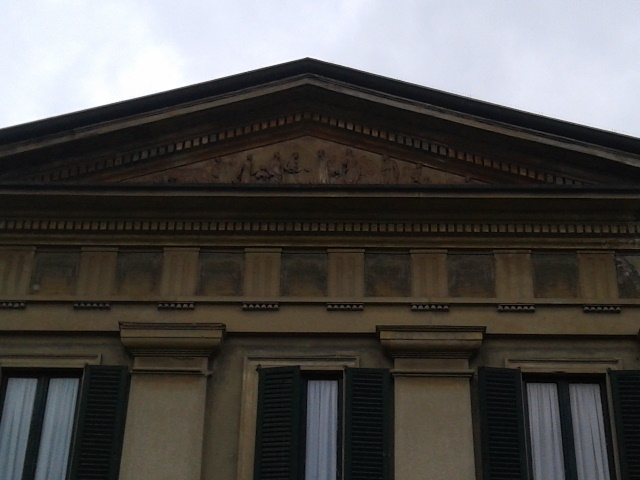
Villa Carminati-Ferrario, dettaglio frontone
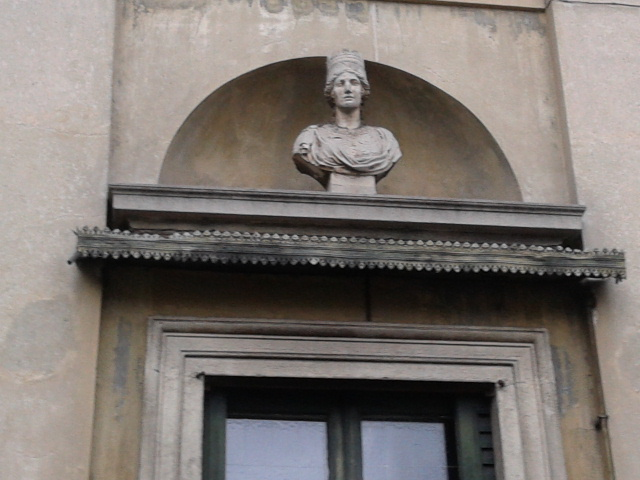
Villa Carminati-Ferrario, lunetta con busto